# Берошвили, Владимир Ливанович
Владимир Ливанович Берошвили (1906—1943) — младший лейтенант Рабоче-крестьянской Красной Армии, участник Великой Отечественной войны, Герой Советского Союза (1943).

## Биография
Владимир Берошвили родился в 1906 году в селе Карданахи (ныне — Гурджаанский район Грузии) в крестьянской семье. После окончания индустриального рабфака работал заведующим складом. В 1928—1934 годах проходил службу в Рабоче-крестьянской Красной Армии. В 1932 году вступил в ВКП(б). В 1941 году был повторно призван в армию, в том же году окончил военное пехотное училище в Сухуми. С 1942 года — на фронтах Великой Отечественной войны. К сентябрю 1943 года гвардии младший лейтенант Владимир Берошвили командовал взводом 205-го гвардейского стрелкового полка 70-й гвардейской стрелковой дивизии 13-й армии Центрального фронта. Отличился во время битвы за Днепр.
В ночь с 20 на 21 сентября 1943 года взвод Берошвили оперативно и не понеся потерь переправился через Днепр в районе села Домантово Чернобыльского района Киевской области и захватил плацдарм на его западном берегу. 23 сентября 1943 года взвод отразил 11 вражеских контратак. Впоследствии в течение шести дней взвод Берошвили продолжил отражать многочисленные немецкие контратаки, обеспечив удержание плацдарма и нанеся противнику большой урон. Погиб в бою 4 октября 1943 года. Похоронен в селе Куповатое Чернобыльского района.
Указом Президиума Верховного Совета СССР от 16 октября 1943 года гвардии младший лейтенант Владимир Берошвили посмертно был удостоен высокого звания Героя Советского Союза. Был также награждён орденом Отечественной войны 2-й степени. В честь Берошвили в советское время называлась школа и пионерская дружина села Карданахи, а в парке города Чернобыль была установлена мемориальная доска.